# Alfonso Pérez
Alfonso Pérez Muñoz dit Alfonso, né le 26 septembre 1972 à Getafe, est un footballeur international espagnol. Il évolue au poste d'attaquant du début des années 1990 au milieu des années 2000. 
Le stade du Getafe CF porte son nom (Coliseum Alfonso Pérez).

## Biographie
Convoqué pour participer à l'Euro 2000, il s'illustre en marquant un doublé face à la Yougoslavie.

## Palmarès
- Champion d'Espagne : 1995 (Real Madrid).
- Vainqueur de la Coupe d'Espagne : 1993 (Real Madrid).
- Finaliste de la Coupe d'Espagne : 1997 (Real Bétis).

## Carrière internationale
- Champion olympique : 1992.
- A participé à la Coupe du monde 1998 (2 matchs).
- A participé au Championnat d'Europe 1996 (4 matchs, 1 but) et 2000 (4 matchs, 2 buts).
- International espagnol (38 sélections, 11 buts) entre 1992 et 2000.

## Distinction individuelle
- Prix Don Balón de Meilleur joueur espagnol : 1998